# 阿曼多拉
阿曼多拉（義大利語：Amandola），是意大利费尔莫省的一个市镇。总面积69.44平方公里，人口3815人，人口密度54.9人/平方公里（2009年）。ISTAT代码为044004。